# Wydawnictwo EMG

Wydawnictwo EMG – krakowska oficyna literacka założona przez Ewę Mańkowską-Grin dla inicjatywy, jaką jest Polska Kolekcja Kryminalna. Polska Kolekcja Kryminalna to seria rodzimych powieści kryminalnych zapoczątkowana przez antologię Trupy polskie. Wydawnictwo specjalizuje się w wydawaniu poezji, literatury kryminalnej oraz dzieł krytycznoliterackich.
Redaktorem naczelnym wydawnictwa jest Ireneusz Grin.
Autorzy współpracujący z wydawnictwem:
- Marcin Świetlicki – Dwanaście, Trzynaście, Jedenaście, Jeden, Wiersze, Powieści
- Gaja Grzegorzewska – Żniwiarz, Noc z czwartku na niedzielę, Topielica, Grób
- Maciej Malicki – Kogo nie znam
- Edward Pasewicz – Śmierć w darkroomie, Pałacyk Bertolta Brechta
- Marcin Baran – Niemal całkowita utrata płynności, Zebrane
- Robert Ziębiński – Dżentelmen
- Mariusz Grzebalski – W innych okolicznościach
- Agnieszka Wolny-Hamkało – borderline
- Joanna Orska – Republika poetów

Poza Polską Kolekcją Kryminalną wydawane są również serie: „Kobieta”, „Czarna” oraz krytycznoliteracka „Decyzje krytyczne”.
W tej  pierwszej izraelska autorka Judith Katzir zadebiutowała na polskim rynku książką Matisse ma słońce w brzuchu.
Serię Czarną otwiera antologia religijnych wierszy Marcina Świetlickiego, a kolejną pozycją są Aforyzmy Franza Kafki.